# Ovatoscutum
L'Ovatoscuto (Ovatoscutum concentricum) è uno dei tanti organismi enigmatici appartenenti alla cosiddetta fauna di Ediacara. I suoi resti fossili sono stati ritrovati principalmente in Australia, nelle zone delle Flinders Ranges.

## Descrizione
I fossili ascritti a questo organismo mostrano impronte tondeggianti e piatte, dotate di striature concentriche molto fitte, del diametro di alcuni centimetri. Non sembrano essere presenti altre strutture visibili; Ovatoscutum, quindi, è generalmente considerato uno dei molti organismi a simmetria radiale (come Bonata, Inaria, Mawsonites, Eoporpita) tipici della fauna di Ediacara, dalla forma medusoide ma dalle affinità incerte.

## Affinità
Descritto per la prima volta nel 1966 da Martin Glaessner e Mary Wade, questo organismo è stato spesso considerato un tipico medusoide a simmetria radiale. Recentemente, però, questo tipo di organizzazione corporea è stato messo in dubbio da uno studio in cui l'ovatoscuto è ricostruito come un animale a simmetria bilaterale, posto nel phylum estinto dei Proarticulata. Altri paleontologi suggeriscono l'ipotesi che questo organismo appartenesse agli cnidari e fosse un nuotatore libero. Infine, altri studiosi ritengono che Ovatoscutum possa rappresentare una colonia di batteri, come molti altri fossili di forma circolare della fauna di Ediacara.